# Croce Rossa andorrana

il simbolo della Croce Rossa

La Creu Roja Andorrana (in catalano) la società nazionale di Croce Rossa del Principato d'Andorra, piccolo stato dell'Europa occidentale. La Società conta circa 1.500 tra membri e volontari.

## Denominazione ufficiale
- Creu Roja Andorrana, in lingua catalana, idioma ufficiale del Principato;
- Andorra Red Cross (A.R.C), in lingua inglese, denominazione utilizzata presso la Federazione;

## Storia
La società andorrana della Croce Rossa è stata fondata nel 1990. In seguito dell'ingresso del paese nelle Nazioni Unite nel 1994, la Croce Rossa Andorrana è stata riconosciuta dal Comitato Internazionale della Croce Rossa e dalla Federazione.
Nel febbraio del 2001 un'assemblea generale straordinaria ha revisionato lo statuto della società.

## Suddivisioni
La Croce Rossa Andorrana non ha suddivisioni territoriali.

## Organizzazione
Gli organi nazionali di governo della Società sono il Presidente e comitato direttivo. Sia il Presidente che i membri del comitato sono volontari eletti dall'assemblea generale, si riuniscono una volta al mese per prendere le decisioni politiche e fissare gli obbiettivi. Il Direttore governa la società in base alle decisioni del comitato.